# 邢珫
邢珫（1422年—？），字伯玉，河南河南府洛陽縣人，明朝政治人物。進士出身。

## 生平
景泰元年（1450年）庚午科河南鄉試第五十四名。天順四年（1460年）庚辰科會試第一百四十名，殿試登進士第三甲第八十三名。

## 家族
曾祖父邢常。祖父邢貴。父亲邢榮。